# Elizabeth Fisher (Journalistin)
Elizabeth Fisher (* 1924; † 1. Januar 1982 in Sag Harbor, New York) war eine US-amerikanische Autorin und Redakteurin der feministischen Literaturzeitschrift Aphra.

## Leben
Fisher besuchte das Smith College in Northampton, Massachusetts und arbeitete in den 1950er Jahren als Kulturkolumnistin für The Rome American in Rom. Sie war außerdem eine der Gründerinnen des Literaturmagazins Aphra im Jahre 1969. Ihre Artikel erschienen in der New York Times, in The Nation und in der New York Post. Am Women’s Writer’s Center am Cazenovia College lehrte sie als Gastprofessorin und unterrichtete Women’s Studies an der New York University. Darüber hinaus war sie als Übersetzerin für Romane und Dramen tätig.
Fisher war verheiratet und hatte ein Kind. Sie beging am Neujahrstag 1982 Suizid in ihrem Studio in Sag Harbor.

## Werk
Fishers bekanntestes Werk ist Women’s Creation: Sexual Evolution and the Shaping of Society, in dem sie die Geschichte der menschlichen Evolution aus einem feministischen Standpunkt heraus erzählt. Sie beginnt darin mit der Frage, warum Frauen als Besitz gelten, der getauscht oder verkauft werden kann. Männer, als klarer Gegensatz, definierten sich zuerst über diesem Besitztum. Auch die (Natur-)Wissenschaften sind von diesen sozialen Zuschreibungen nicht verschont geblieben. Natur wurde oftmals als etwas definiert, das es zu erobern, zu besitzen oder beherrschen gilt. Männliche Sexualität sei dabei nicht nur als aggressiv, sondern auch als erstrebenswert charakterisiert worden. Die Frau galt dabei als „the first conquered territory“, das friedlich gesinnt sei. Fisher kritisiert diese naturalisierenden Zuschreibungen vom Mann als aggressivem Eroberer, der eine naturgegebene höhere Stärke als die friedfertige Frau aufweise. Sie zeigt, dass es andere Geschichten vom Ursprung der Menschheit gibt, die als Matriarchat oder egalitaristisch organisiert waren. Auf Soziologie, Ethnologie und Anthropologie zurückgreifend, argumentiert Fisher, dass Frauen die ersten Erfinderinnen in der Phase der Jäger und Sammler waren. So soll die Entwicklung von Landwirtschaft und Viehzucht auf weibliche Innovation zurückzuführen sein.
Das siebte Kapitel des Buches The Carrier Bag Theory of Evolution inspirierte die Science-Fiction Autorin Ursula K. Le Guin zu ihrem Essay The Carrier Bag Theory of Fiction, in dem sie die Narration als eine „Tragetasche“ begreift, in der sich verschiedene Dinge und Geschichten versammeln.
Die Publikation wurde im Jahre 1979 für den Pulitzer-Preis nominiert.